# Pravokutni trokut
Pravokutni trokut je trokut koji ima jedan pravi kut. Stranice koje zatvaraju pravi kut nazivaju se katete, a stranica nasuprotna pravom kutu hipotenuza. Brojni se geometrijski i trigonometrijski problemi svode na geometriju pravokutnog trokuta.
U pravokutnom trokutu vrijede sljedeće zakonitosti:
1. Pitagorin poučak i njegov obrat.
2. Euklidov poučak.
3. Talesov poučak o obodnom kutu.
4. Eulerov poučak.
5. Poučak o nejednakosti trokuta: duljina svake stranice trokuta manja je od zbroja ostale dvije.
6. Poučak o simetrali kuta: simetrala unutarnjeg kuta trokuta dijeli tom kutu nasuprotnu stranicu u omjeru duljina preostalih dviju stranica.